# 百山祖双盖蕨
百山祖双盖蕨（学名：Diplazium baishanzuense）也称百山祖短肠蕨，为蹄盖蕨科双盖蕨属下的一个种。